# فريلينية فيسيرية
فريلينية فيسيرية (الاسم العلمي:Freylinia visseri) هي نوع من النباتات تتبع جنس الفريلينية من الفصيلة الغدبية.